# 釧路中央インターチェンジ
釧路中央インターチェンジ（くしろちゅうおうインターチェンジ）は、北海道釧路市にある道東自動車道（旧釧路外環状道路、北海道横断自動車道に並行する一般国道自動車専用道路(A'路線)）のインターチェンジ（地域活性化インターチェンジ）である。
当ICは、上り線（釧路西IC・帯広方面）の出入口と下り線（釧路東IC・根室方面）の出入口が別々の場所に設置されている。また、下り線入口は釧路郡釧路町に跨る。
地域活性化インターチェンジとして建設許可が下り、2016年（平成28年）3月12日に供用開始。

## 歴史
- 2013年（平成25年）6月11日：国土交通省より連結許可が下りる。
- 2014年（平成26年）12月9日：当ICの名称を「美原IC（仮称）」（みはら）から「釧路中央IC」で正式決定[3]。
- 2016年（平成28年）3月12日：釧路外環状道路 釧路西IC - 釧路東IC間 開通に伴い供用開始[4]。
- 2024年（令和6年）9月12日：釧路外環状道路 釧路西IC - 釧路別保IC間の道路名称を「一般国道38号・44号 釧路外環状道路」から「道東自動車道」に変更[5]。

## 周辺

### 上り線（帯広方面への入口・根室方面からの出口）
- 釧路大規模運動公園
- 釧路考仁会記念病院
- 阿寒バス 釧路営業所
- 釧路公立大学

### 下り線（根室方面への入口・帯広方面からの出口）
- 釧路大規模運動公園
- 釧路町立総合体育館
- イオン釧路店

## 接続する道路
- 上り線（帯広方面）出入口：釧路市道柳橋通
- 下り線（根室方面）出入口：釧路市道共栄橋通[6]

## 料金所
- 通行料金は無料のため、料金収受設備は設置されていない。

## 隣
E38 道東自動車道
(18) 釧路西IC - (19) 釧路中央IC - (20) 釧路東IC